# 廖夫内农村居民点
廖夫内农村居民点（俄语：Ревенское сельское поселение）是俄罗斯联邦布良斯克州纳夫利亚区所属的一个农村居民点。其下辖有7个居民点，行政中心为廖夫内。据2015年统计，该农村居民点的人口为849人。